# Rønbjerg
Rønbjerg is een plaats in de Deense regio Midden-Jutland, gemeente Skive. De plaats telt 400 inwoners (2008).